# Peing-質問箱-
Peing-質問箱-（ペイング しつもんばこ）は、Digital monkey株式会社が運営する匿名の質問を募るインターネット上のサービス。
Peing-質問箱-は「せせり」と名乗る人物が開発し、日本語を話す人向けに2017年11月にリリースされた。Twitter上で自分に対しての質問を匿名で募り、回答することを補助するものである。類似のサービスに「お題箱」や「Sarahah」などがあるが、登録へのハードルの低さなどから爆発的に流行、リリースから1ヶ月で2億PVを達成し、話題となった。サービスはせせり個人によって維持されていたが、サービスの成長に伴い開発体制に限界が生じ、ジラフに買収された。買収後は日本国外向けにもリリースされるなど展開を進めていたが、2021年にジラフからDigital monkeyに売却された。
2025年8月29日をもってサービス終了予定。

## アプリ
ジラフは2018年にアプリ版ペイングをリリースした。アプリ版は2022年に終了した。

## 騒動
ユーザーのうち自作自演で自分に対する質問を投していた人数は「14万人以上」などと2018年に公表し、ユーザーから反発を買った。